# الجبیهیه
الجبیهیه یک منطقهٔ مسکونی در لیبی است که در برقه واقع شده‌است.